# Łubnia (obwód smoleński)
Łubnia (ros. Лубня) – wieś (ros. деревня, trb. dieriewnia) w zachodniej Rosji, w osiedlu wiejskim Chochłowskoje rejonu smoleńskiego w obwodzie smoleńskim.

## Geografia
Miejscowość położona jest nad rzeką Łubnia, przy drodze federalnej R135 (Smoleńsk – Krasnyj – Gusino), 2,5 km od drogi federalnej R120 (Orzeł – Briańsk – Smoleńsk – Witebsk), 15 km od drogi magistralnej M1 «Białoruś», 4 km od centrum administracyjnego osiedla wiejskiego (Chochłowo), 13 km od Smoleńska, 8 km od najbliższej stacji kolejowej (Gniezdowo).
W granicach miejscowości znajdują się ulice: Andriejewskaja, Błagowieszczenskaja, Centralnaja, Chrustalnaja, Chwojnaja, Dawydowa, Gagarina, Jełowaja, Kasztanowaja, Klenowaja, Kłubnicznaja, Krasninskaja, Łazurnaja, Lermontowskaja, Malinowaja, Mirnaja, Niżniaja, Nowosiełow, Oziornaja, Oziornyj pierieułok, Polewaja, Pridorożnaja, Prigorodnaja, Prioziornaja, Prioziornyj pierieułok, Riabinowaja, Roz, pierieułok Roz, Sadowaja, Smolenskaja, Sosnowaja, Tienistaja, Winogradnaja, Zielonaja,.

## Demografia
W 2010 r. miejscowość zamieszkiwało 559 osób.